# Tân Phượng
Tân Phượng là một xã thuộc huyện Lục Yên, tỉnh Yên Bái, Việt Nam.
Xã Tân Phượng có diện tích 45,80 km², dân số năm 2019 là 1.897 người, mật độ dân số đạt 41 người/km².